# Hidilyn Diaz
Pour les articles homonymes, voir Diaz.
Hidilyn Diaz est une haltérophile philippine née le 20 février 1991 à Zamboanga. Elle a remporté la médaille d'argent de l'épreuve des moins de 53 kg aux Jeux olympiques d'été de 2016 à Rio de Janeiro puis l'or lors des Jeux olympiques d'été de 2020 à Tokyo.
Elle est la première championne olympique philippine — femmes et hommes compris — tous sports confondus.

## Biographie

### Famille
Hidilyn Diaz est née à Zamboanga le 20 février 1991, ses parents s'appellent Eduardo et Emelita Diaz. Elle est la cinquième enfant d'une fratrie de six. C'est à l'age de 11 ans qu'elle fut initiée à l'haltérophilie. 

### Haltérophilie
Elle participe à ses premiers Jeux olympiques en 2012. Elle est à cette occasion porte drapeau de la délégation philippine.
Qualifiée pour l'édition de 2016 à Rio de Janeiro elle devient la première athlète féminine philippine à remporter une médaille olympique. Elle remporte en effet  à cette occasion une médaille d'argent en haltérophilie féminine (moins de 53 kilos) mettant fin à une disette de vingt ans pour les Philippines.
Aux Jeux asiatiques de 2018 elle est la première haltérophile philippine à remporter l'or dans cette compétition et remporte une nouvelle médaille d'or à Manille lors des Jeux d'Asie du Sud-Est de 2019.
En 2021, elle remporte l'or en moins de 55 kg avec un record olympique à la clef. Elle devient alors la première championne olympique philippine, tous sports confondus.

### Carrière militaire
Elle rejoint l'Armée de l'air philippine en 2013. Elle est promue première classe en 2016 en récompense pour sa performance aux Jeux olympiques de Rio. Elle est encore une fois promue en 2018, au grade de sergent, pour sa médaille d'or aux Jeux asiatiques.